# Бегуньщиця
Бегуньщиця (словен. Begunjščica) — грядова гора у Караванках. Вона підіймається із західного пасовища Смокуч (словен. Smokuška planina) до святої Анни (Sv. Ana) на її східній стороні. Гора має три головні вершини, найвищою з яких є Великий пік (Veliki vrh, 2.060 метрів). Західна Середня вершина (Srednji vrh) лежить трохи нижче, а найнижчою є гора Бегуньє Вртача (Begunjska Vrtača, 1.997 м). Її південні схили здіймаються над долиною Драги. Підйом на гору відносно легкий і можливий протягом усього року. Взимку і ранньою весною сприятливі умови для гірськолижного туризму.

## Панорамний вид
З вершини відкривається гарний панорамний вид. На заході знаходиться Бохінь з його озером, озеро Блед і Триглав. Групу гір Мартульєка з Шкрлатицею, Столом, Вртачею та Кошутою можна побачити на півночі. На східній стороні лежать Камніцькі Савінські Альпи з видатним Сторжичем, а на півдні видно Люблянський басейн.

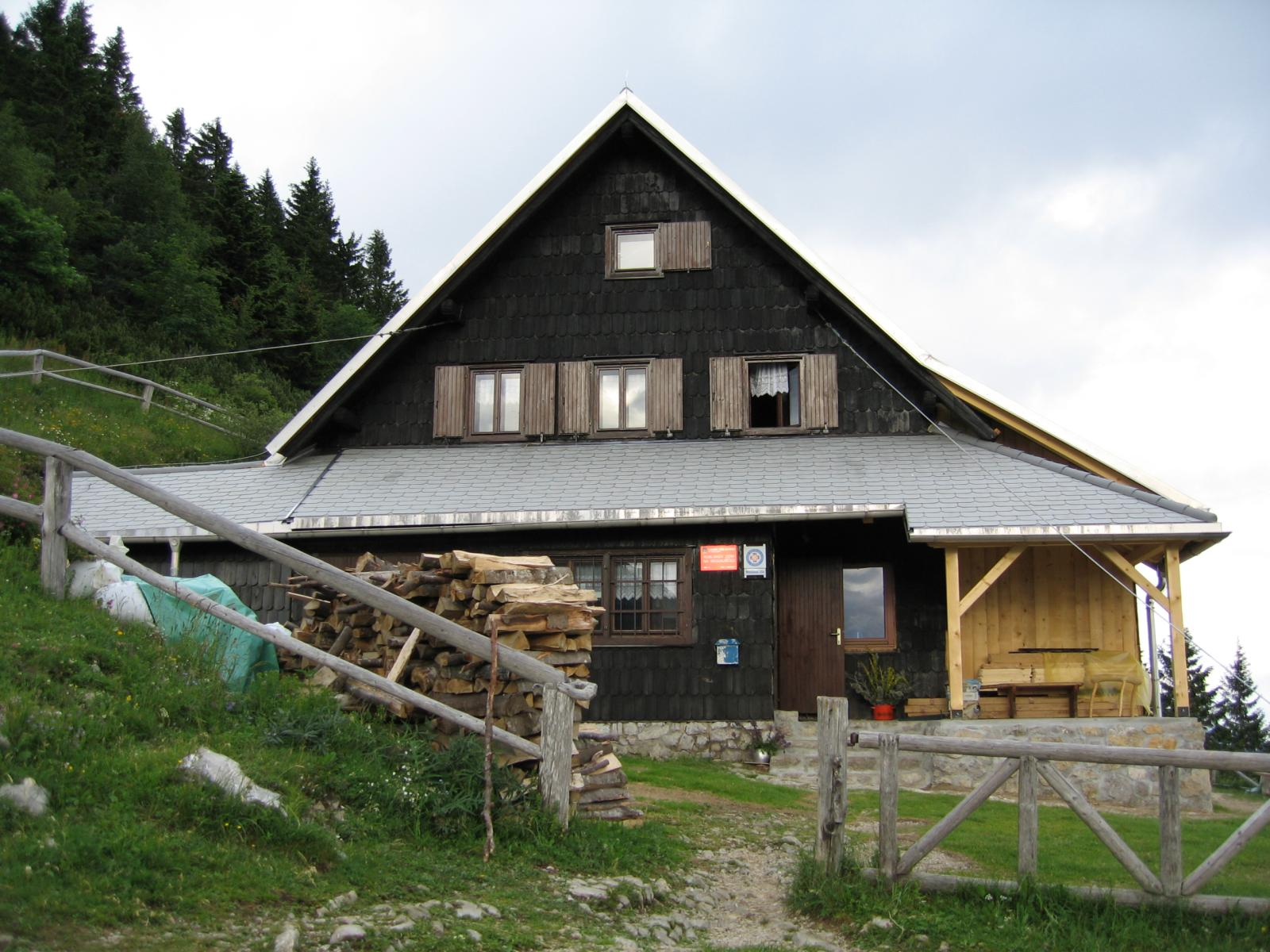
Роблек Лодж на Бегуньщиці

## Марганцева руда
Колись Бегуньщиця була важливим районом видобутку марганцевої руди в Словенії. Ці шахти принесли 79% усіх словенських марганцевих руд, перероблених на металургійному заводі в Єсеніце. Вони були використані в 1872 році інженером Ламбертом фон Панцем для виготовлення феромарганцю, сплаву марганцю та заліза, у доменній печі зі значно вищим вмістом марганцю, ніж це було можливо раніше (37% замість попередніх 12%). Це принесло Крайській промисловій компанії 22 міжнародні визнання, включаючи золоту медаль на Всесвітній виставці 1873 року у Відні та нагороду на Столітній виставці в Пенсільванії в 1876 році. Марганцеву руду викопували в Бегуньщиці до 1915 року. Загалом було викопано 130 000 метричних тонн, що містило в середньому 30% марганцю.